# Fathi Terbil
Fathi Terbil (arab. فتحي طربيل) – libijski prawnik i obrońca praw człowieka. Reprezentuje on bliskich ponad 1000 zabitych przez libijskie służby bezpieczeństwa więźniów w więzieniu Abu Salim w 1996 roku.
Jego aresztowanie w lutym 2011 roku wywołało 15 lutego 2011 w Bengazi protest około 200 członków rodzin zabitych więźniów, który zapoczątkował rozruchy w Libii. Po pewnym czasie, Terbil został uwolniony. 5 marca 2011, podczas wojny w Libii, wszedł w skład opozycyjnej wobec Mu’ammara al-Kaddafiego Narodowej Rady Tymczasowej.